# Ebro (Motor Ibérica)
Ebro fue una marca de automóviles española creada en 1954 por la compañía Motor Ibérica, S.A., tras nacionalizarse las factorías de Ford. La gama de productos Ebro alcanzaba un amplio abanico de vehículos de transporte (todoterrenos, furgonetas, camiones, autobuses, etc.), maquinaria agrícola (tractores, cosechadoras, etc.) y maquinaria para la construcción y obras públicas. Los elementos de maquinaria agrícola se fabricaban en la planta de Noáin, Navarra.
Motor Ibérica tenía la sede central en Barcelona desde 1923 —cuando aún era una filial de Ford Motor Company—, inicialmente en el número 149 de la Avenida Icaria del Pueblo Nuevo y desde 1967 en la Zona Franca. Allí es donde siguió posteriormente, convertida en Nissan Motor Ibérica, la filial del grupo empresarial japonés Nissan en España.
Uno de sus modelos más conocidos es la furgoneta Ebro serie F / Trade (posteriormente vendida como Nissan Trade).
La marca Ebro fue refundada en 2023 con el nombre Ebro-EV Motors, y en noviembre del año siguiente comenzó a ensamblar vehículos en colaboración con el fabricante chino Chery.

## Historia

### Antecedentes
La primera agencia Ford en España se abrió en 1907 para la importación y venta de los vehículos de la marca. En 1920 Ford fundó en Cádiz (Andalucía) su filial Ford Motor Company, S.A.E. con un capital de 500.000 pesetas y empezó a construir coches y camionetas Ford T. Al año siguiente, la empresa dejó de funcionar como depósito franco para nacionalizar más la producción. En 1923, debido a la carencia de idoneidad del lugar elegido para su emplazamiento, la empresa se trasladó a Cataluña y montó la fábrica en la Avenida Icaria del Pueblo Nuevo, en Barcelona. En 1929 la empresa se reorganizó y cambió su denominación social por Ford Motor Ibérica, SA.
En 1935 su producción fue de 7.800 unidades (la mitad camiones y el resto turismos) y las exportaciones en Portugal, Italia y Marruecos se consolidaron. La filial catalana consiguió aquel año el segundo lugar en cuanto a beneficios totales de la firma en Europa. Durante la guerra civil española la empresa interrumpió la fabricación de vehículos, salvo unos pocos para usos militares, y la fábrica fue bombardeada. Acabado el conflicto se retomó la producción de camiones con piezas importadas pero, a causa de los impedimentos que ponían las autoridades franquistas, el grosor de la actividad pasó a ser la fabricación de recambios para los vehículos de antes de la guerra y la comercialización de gasógenos.
Debido a la situación de autarquía económica surgida en la posguerra, la empresa decidió reorientar el negocio ofreciendo sus instalaciones y experiencia al nuevo régimen para potenciar la fabricación de camiones y tractores, en aquel momento muy necesarios. Las conversaciones, no obstante, no fructificaron porque a los franquistas no les gustaba que un sector estratégico estuviera controlado por una firma de matriz extranjera y, por otro lado, querían trasladar la fábrica a la meseta castellana.
En las décadas de los años 40 y 50 era una proeza fabricar cualquier cosa en España: las importaciones estaban muy restringidas, la gasolina estaba racionada, la electricidad se concedía solo unas horas al día, los camiones fabricados no se podían vender porque no había neumáticos, y además las divisas eran un bien escaso y vigilado por el sistema político.

### Creación de Motor Ibérica

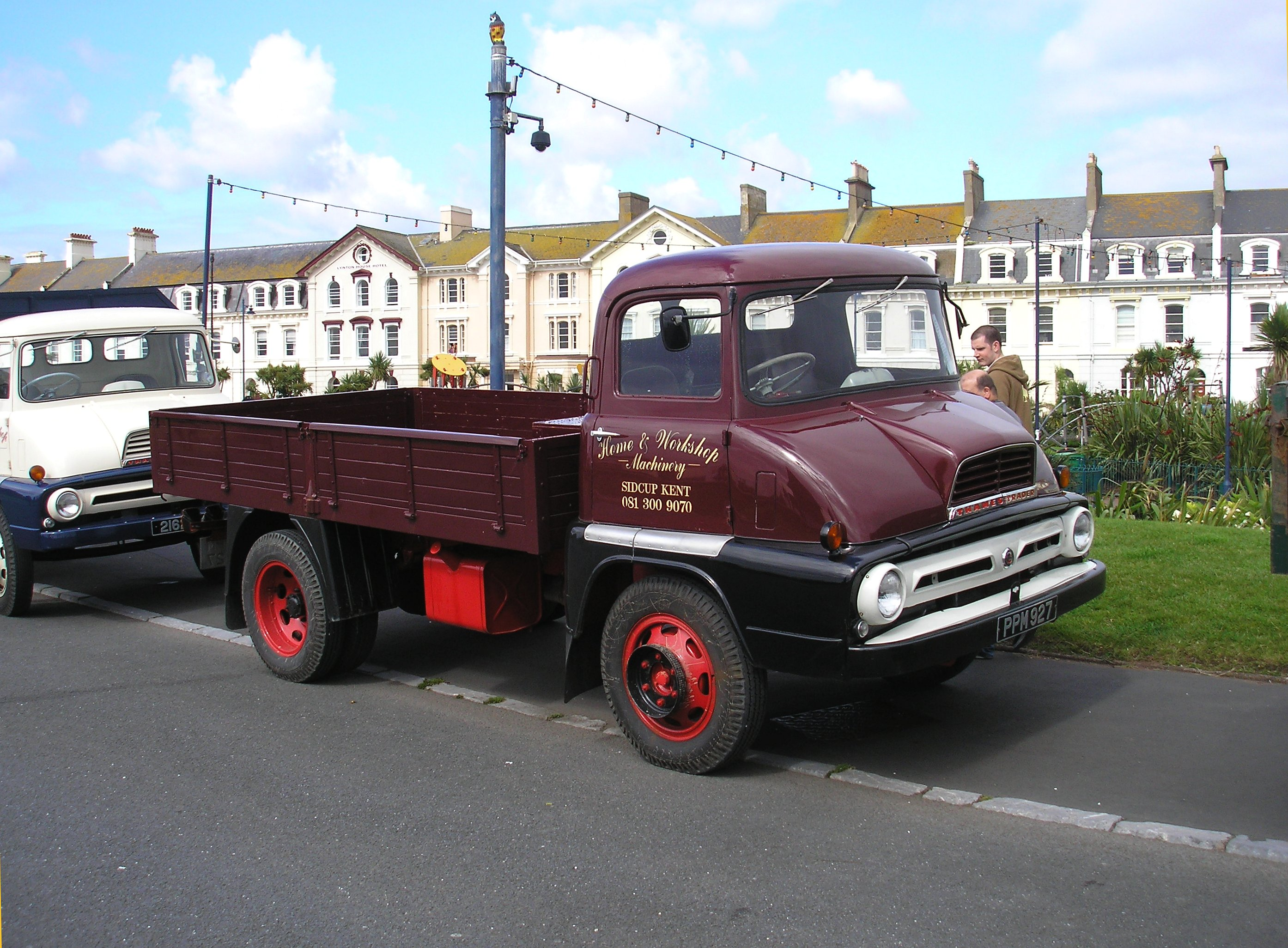
Un Ford Thames Trader, modelo en el que se basaban los primeros camiones Ebro.

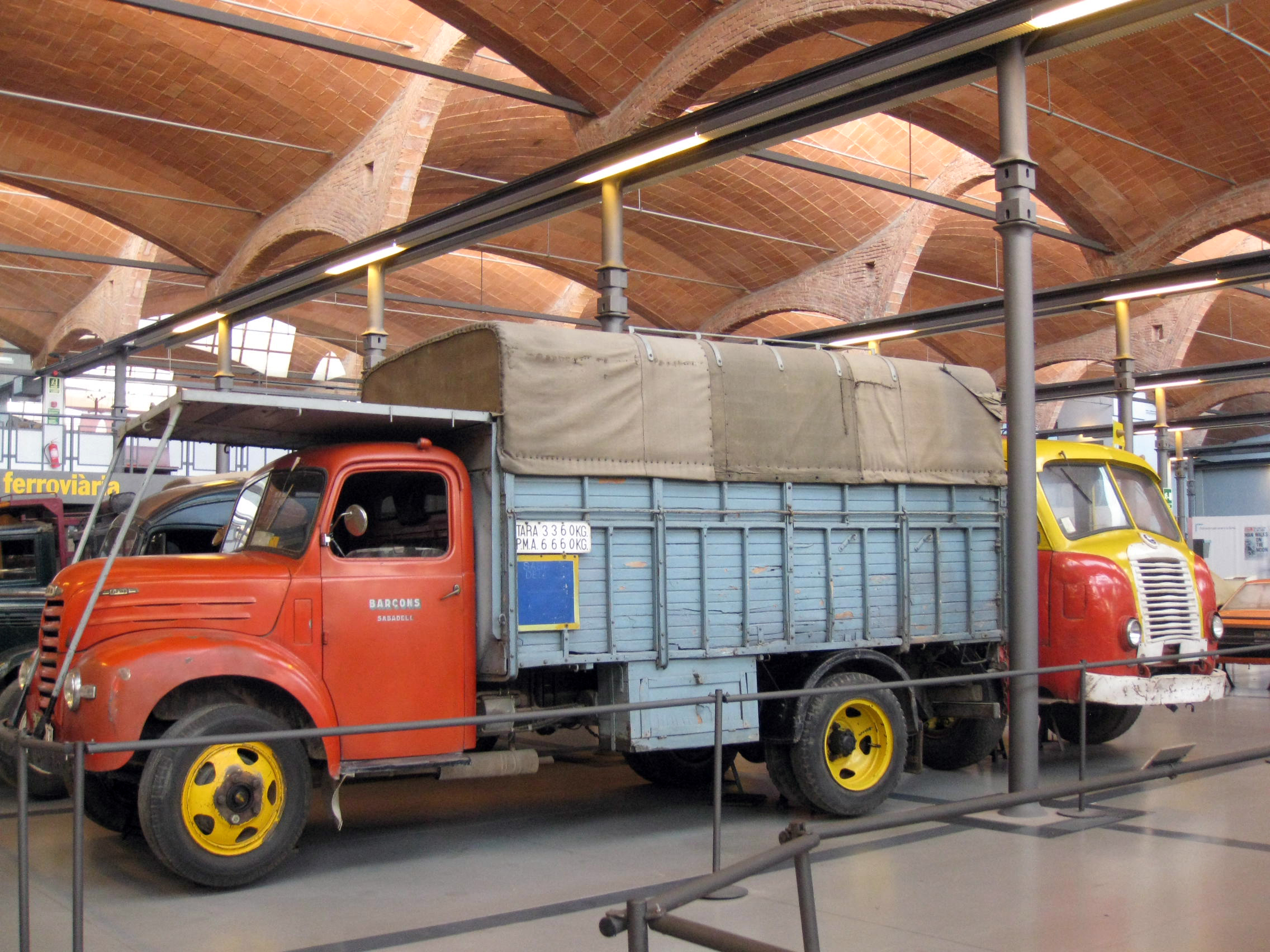
Camión Ebro tipo Fordson (1961), expuesto en el MNACTEC.

Ford Motor Ibérica subsistió durante unos años sin fabricar vehículos con la idea de volver a dedicarse pronto a eso. En 1953, al entrar en producción las nuevas empresas SEAT y FASA-Renault, apadrinadas por el régimen franquista, Ford se dio cuenta de que su antiguo nicho de mercado en España quedaba ocupado y renunció finalmente a su presencia en el país. En 1954 vendió su participación en la empresa; la compañía resultante, plenamente nacionalizada, se denominó Motor Ibérica, S. A., y se registró la marca Ebro para los tractores y camiones. La primera gama de camiones Ebro estaba basada en el Ford Thames Trader, habiendo así un paralelismo de los dos ríos en los nombres.
Aunque la nueva Motor Ibérica había sido totalmente nacionalizada, siguió manteniendo la vinculación con Ford intermediando el montaje de los tractores Fordson y los camiones Thames Trader, ambos modelos distribuidos en el Reino Unido por la filial británica de la empresa estadounidense. Probablemente por eso, la empresa eligió como marca de sus productos el nombre del "Ebro", uno de los principales ríos de la península ibérica (así como el Támesis —en inglés Thames— es uno de los ríos más grandes de Gran Bretaña).
A causa de las dificultades que atravesaba la firma en aquella época, Motor Ibérica compró una mina de hierro para poder invertir las divisas que proporcionaba su exportación en la compra de maquinaria para la fábrica. Una vez hubo comprado materiales y maquinaria a la central de Ford y a la filial británica, en 1955 lanzó su nueva gama de vehículos Ebro, empezando por los primeros tractores Ebro 38 (fabricados junto con los camiones para abaratar el producto). Inicialmente, tanto los tractores como los camiones eran copias casi exactas de los originales británicos.
La fabricación de tractores experimentó un crecimiento espectacular, pasando de 500 unidades en 1955 a 8.000 en 1964. Hasta 1960, los precios de venta estaban sometidos a la aprobación del Ministerio de Industria franquista.
A comienzos de la década de 1960 se producían ya 10.000 camiones al año. Ebro había ido introduciendo progresivamente una nueva serie de camiones derivados de los Ford D (con cabina inclinable) y poco a poco cubrió una amplia gama de configuraciones.

### El crecimiento de los años 60

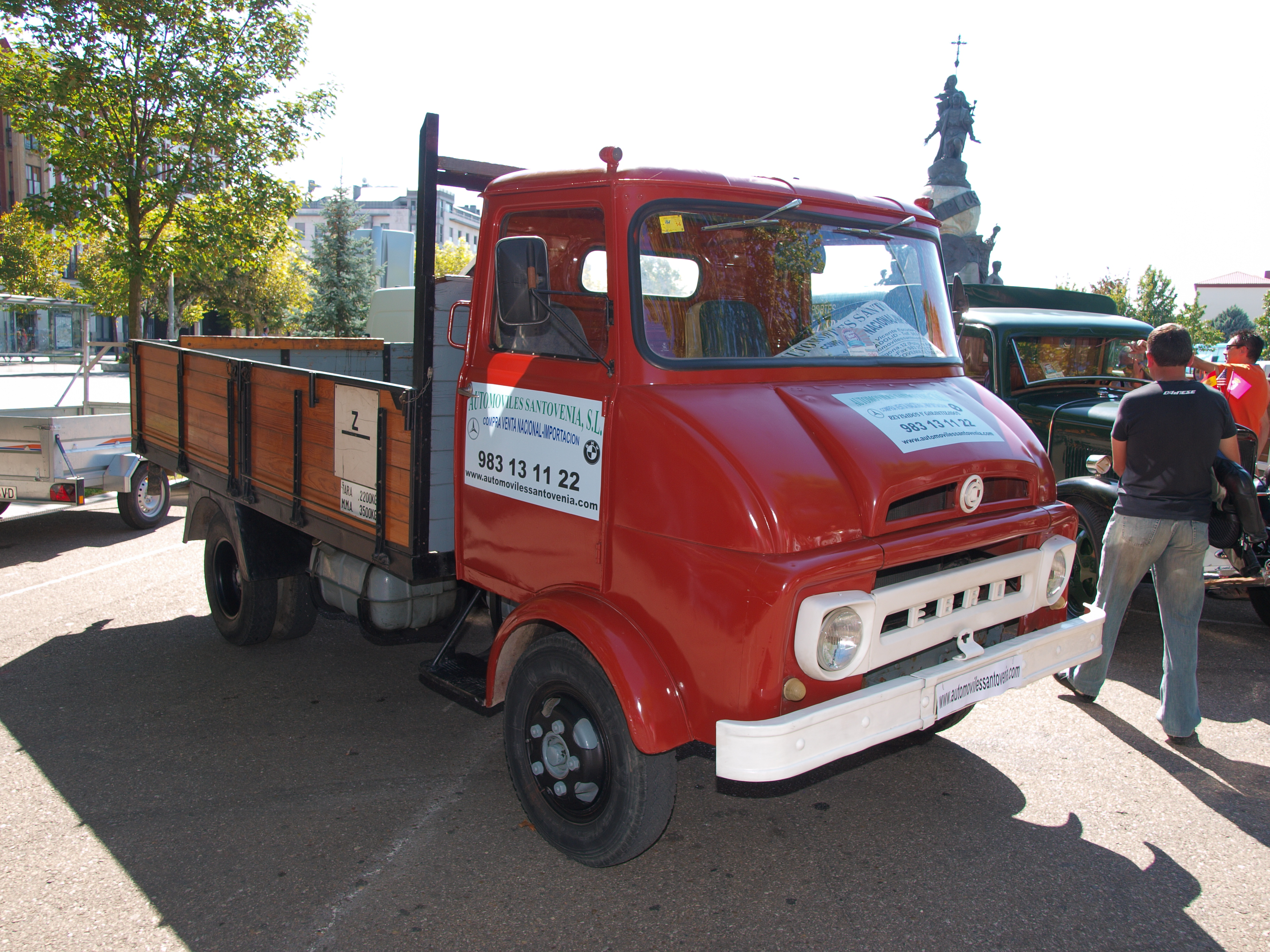
Ebro C-153 (1966).

En 1965 se rompieron definitivamente las relaciones con Ford y se formalizó un acuerdo con la estadounidense Massey Ferguson para fabricar sus tractores bajo licencia. Esta compañía, además, entró como socio en Motor Ibérica con la compra del 36% de las acciones. Massey Ferguson aportó a la empresa tecnología, formación del personal y nuevas técnicas y procesos de fabricación que hicieron competitivos los vehículos Ebro a escala internacional.
Todo este crecimiento dejó pequeñas las instalaciones de la Avenida Icaria de Barcelona. Se inició entonces el traslado a la nueva fábrica de la Zona Franca, la cual contaba en 1967, en su fase inicial, con unas naves de 11.500 m². Además, a consecuencia de la inyección de capital a raíz de la entrada de Massey Ferguson, Motor Ibérica inició una fase de expansión fundamentada en la absorción de otras empresas. Durante esta época se compraron y se integraron dentro de la compañía las siguientes empresas:
- FADISA (Fabricación de Automóviles Diésel, SA), fabricante de las furgonetas Romeo-Fadisa en Ávila, bajo licencia de Alfa Romeo.
- Perkins Hispania SA, fabricante de los motores diésel británicos Perkins bajo licencia en Madrid.
- AISA (Aeronáutica Industrial, S. A.), fabricante de las furgonetas y camiones Avia en Madrid. Una vez absorbida, Motor Ibérica fabricó con marca Avia las últimas furgonetas Siata, un modelo que había producido anteriormente como Ebro Siata desde que compró la patente a la antigua Siata Española de Tarragona.
- VIASA (Vehículos Industriales y Agrícolas, S. A.), fabricante de vehículos Jeep bajo licencia en Zaragoza, entre ellos el Jeepster Commando. Desde la absorción, los vehículos se vendieron con marca Viasa-Ebro o Ebro (como en el caso del Ebro Comando).
- Braud et Faucheux, fabricante de carretillas elevadoras.

A partir de la compra correspondiente, los vehículos que fabricaba cada empresa incorporada pasaban a ser comercializados con la marca Ebro. Esto dio lugar a una escalada de badge engineering (es decir, la comercialización de un mismo producto con marcas diferentes), puesto que tanto se vendían Jeeps con marca Avia, como Alfa Romeos con marca Ebro y numerosas combinaciones parecidas.

### La expansión de los años 70
El crecimiento de Motor Ibérica continuó durante la década de 1970. El traslado definitivo y total a la Zona Franca de Barcelona se materializó en 1972, si bien la actividad en la Avenida Icaria no cesó definitivamente hasta el año 1988. En el período 1971-1975 se quintuplicó la cifra de ventas, destacando la exportación de vehículos Ebro a muchos países, en una proporción que supuso ya en 1975 un valor económico aproximado del 25% de su volumen de ventas.
Hacia 1976 se concedió licencia para la fabricación de camiones y tractores Ebro en Marruecos, mediante la filial Ebro Al-Magreb, se llegó a acuerdos con DAF y se creó Ebro Trucks Nederland en los Países Bajos. En 1976 se cerraron también varios acuerdos, entre ellos el que permitió la construcción de tractores oruga en Córdoba, y se constituyeron algunas nuevas compañías: Fundimotor, Mecobusa y Sercoplán (esta última para la ingeniería de la empresa).
Hacia 1977 Motor Ibérica estaba presente en tres sectores productivos y disponía de una estructura descentralizada en todo el estado español, con un total de 20 factorías especializadas repartidas por 13 provincias españolas que daban trabajo a 11.000 empleados, además de participar en varias empresas proveedoras y tener una importante presencia en otros países (véase la sección Estructura de la empresa).

### El fin de la marca
Véase también: Nissan Motor Ibérica.
En 1979 Massey Ferguson vendió su participación en la compañía a Nissan Motor Company. Motor Ibérica empezó entonces a emplear tecnología Nissan y a fabricar productos completamente japoneses, como por ejemplo el Nissan Patrol y la Nissan Vanette. Durante el otoño de 1982 la multinacional japonesa aumentó su participación del 36% que tenía al 53%.
En 1986, a raíz de la adhesión de España a la CEE, Nissan tomó el control total de Motor Ibérica (se quedó el 80% de las acciones) y la empresa cambió de denominación, pasando a llamarse Nissan Motor Ibérica. La división de tractores fue vendida entonces al fabricante japonés Kubota y, durante un breve período, los tractores japoneses de esta marca fueron montados y comercializados en España con la marca Ebro Kubota. En cuanto al resto de vehículos, a partir de 1987 la marca Ebro se fue haciendo cada vez más irrelevante hasta que llegó a ser sustituida definitivamente por Nissan. Antes de esto, no obstante, hubo iniciativas sorprendentes, como por ejemplo la venta de varias partidas de Nissan Patrol bajo la marca Ebro en algunos países europeos.

### Resurgimiento
Véase también: Ebro (Chery).
La firma española Ebro en el Salón del Automóvil de Barcelona de 2023 anunció el renacer de la marca, después de treinta y seis años fuera del mercado.
La renacida compañía Ebro inició, en colaboración con el fabricante chino Chery, el ensamblaje de vehículos de combustión en noviembre del año 2024.

## Estructura de la empresa

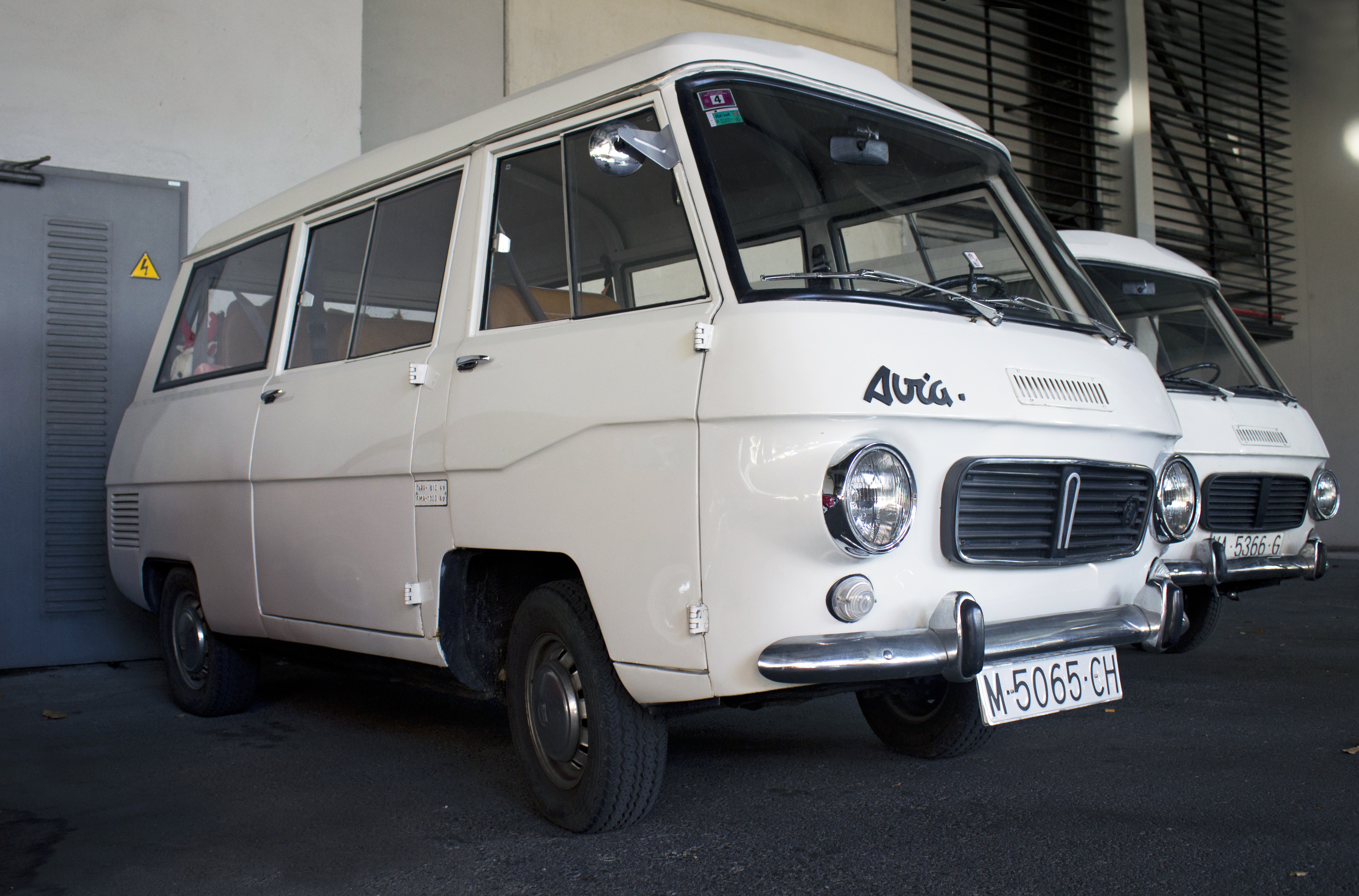
Furgoneta Avia Siata 50 de 1977, que Motor Ibérica también comercializó como Ebro Siata 50.

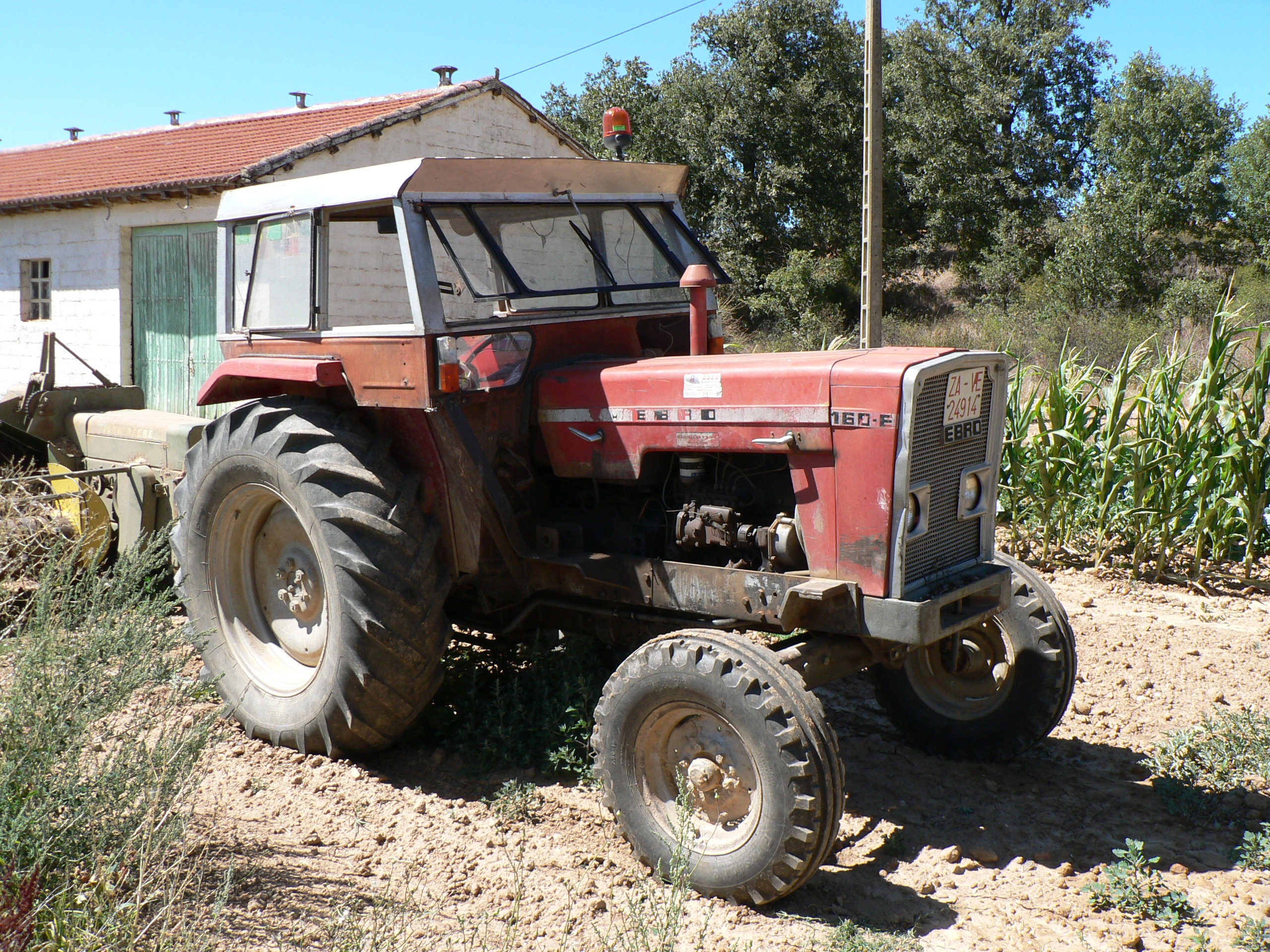
Tractor Ebro 160E de 1978 (tipo Massey Ferguson).

Durante la década de 1970 Motor Ibérica estaba presente en tres sectores:
- Transporte, con la fabricación de una amplia gama que iba desde las furgonetas Ebro-Siata (con 500 kg de carga) hasta el camión tractor de 27 toneladas.
- Maquinaria agrícola.
- Maquinaria para construcción y obras públicas.

La empresa disponía en aquella época de una estructura descentralizada en todo el territorio español, con un total de 20 factorías especializadas, de las cuales las principales eran estas:
1. Barcelona: Camiones, tractores y motores Ebro, además de la mecanización en general
2. Moncada y Reixach (provincia de Barcelona): Estampación y carrocerías
3. Tarrasa (provincia de Barcelona): Mecanismos de dirección y cigüeñales
4. Madrid: Motores Perkins y vehículos Avia
5. Ávila (antigua Fadisa): Furgonetas Ebro y Avia
6. Ejea de los Caballeros (provincia de Zaragoza): Maquinaria agrícola Ebro
7. Córdoba: Tractores oruga Ebro
8. Villafría (provincia de Burgos): Tractores Renault
9. Noáin (Navarra): Recolectoras
10. Asúa (Vizcaya): Otras piezas

Por otra parte, Motor Ibérica participaba en varias empresas, como por ejemplo Estampaciones Metálicas Tio, S.A. de San Andrés de la Barca (Bajo Llobregat) o Talleres Vigata de Tauste (provincia de Zaragoza) entre otras, para asegurarse el suministro y la calidad de las piezas y los componentes que necesitaba para sus vehículos.
La presencia en otros países era también importante: Motor Ibérica tenía un 25% de Al Frat Company (una factoría de montaje de los tractores Ebro en Siria), y un 51% de Lambricard (para el montaje y distribución de vehículos Ebro en Grecia). La red de concesionarios y distribuidores alcanzaba 80 países. Hacia 1977 se estaba completando la constitución o adquisición de participaciones de empresas en Italia, Suiza, Colombia, Venezuela, Togo y Francia.

### El grupo Motor Ibérica
Además de la matriz de Barcelona, Motor Ibérica, S. A., el grupo Motor Ibérica estaba constituido por las siguientes empresas:
- Aeronáutica Industrial S.A. (AISA)
- Vehículos Industriales y Agrícolas (Viasa)
- Fundiciones de Asúa
- Fundimotor
- Mecánica de los Corrales de Buelna (Mecobusa)
- Fundiciones Riverola
- Estampaciones Metálicas Tio
- Sercoplán
- Talleres Vigata
- Al Frat Co. (Siria)
- Ebro Hellas (Grecia)
- Ebro Trucks Nederland (Países Bajos)
- Ebro al-Maohreb (Marruecos)

### Volumen del negocio
Como ejemplo de la importancia de Motor Ibérica, la cifra de negocio de todo el grupo fue en 1977 de 33.405 millones de pesetas, 26.786 de los cuales correspondían a las ventas en el mercado interior y el resto a las exportaciones. Solo en la matriz, Motor Ibérica SA, las ventas ascendieron a 32.450 millones, de los cuales 25.903 dentro del mercado estatal y 6.547 en la exportación. Sus resultados superaron los 1.100 millones de pesetas.
En 1977 las inversiones del grupo llegaron a los 1.332 millones de pesetas, además de 800 millones más destinados a actividades de ingeniería e investigación. Las ventas por trabajador ascendieron aquel año a 3.090.000 pesetas.

## Producción

### Camiones

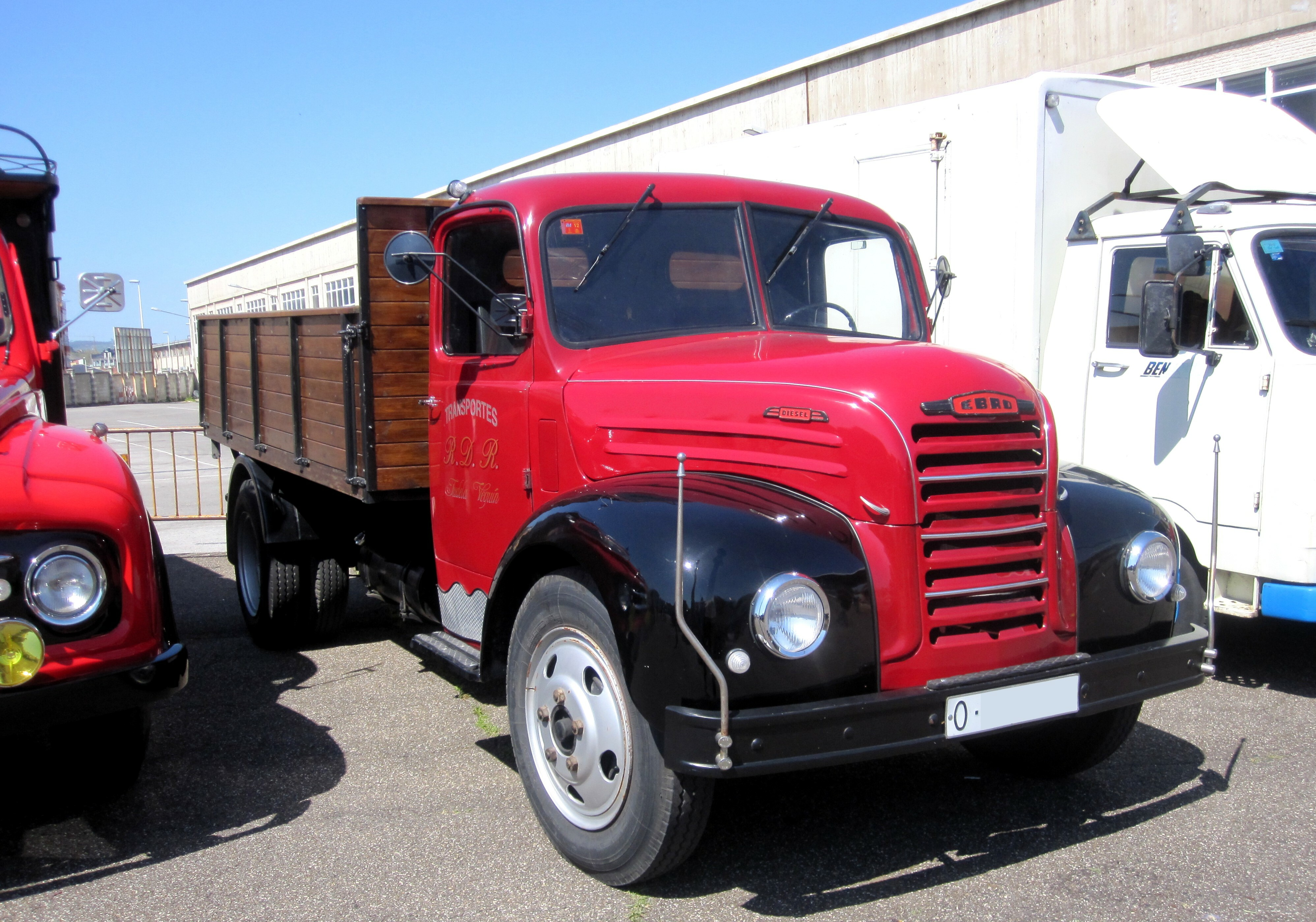
Un Ebro B-45 de 1964 (tipo Fordson).

Los primeros camiones Ebro eran adaptaciones casi idénticas de los Fordson y del Ford Thames Trader británicos. Uno de los más populares entonces fue el Ebro B-45. Durante la década de 1960 los Ebro derivados de los Ford, inicialmente para cargas de entre 1/2 y 7 toneladas, fueron cubriendo el rango de camiones rígidos de 2 y 3 ejes y el de articulados, con capacidades de carga de 3 a 27 toneladas.
En la década de 1980, Ebro lanzó la serie 'E' de camiones oscilantes, con seis modelos de 3.500 a 11.200 kg, y la serie 'P' de pesos de 13.000 a 27.000 kg. Las furgonetas Avia más ligeras continuaban en producción.
Las últimas series de camiones lanzadas por Ebro fueron estas:
- Ebro serie F, con una capacidad de carga de hasta 7 toneladas (1977-1986)
- Ebro serie P, con una capacidad de carga de 3-27 toneladas (1976-1981)
- Ebro serie L/M, con una capacidad de carga de 3,5-27 toneladas (1980-1986).

### Tractores

#### Los primeros Ford

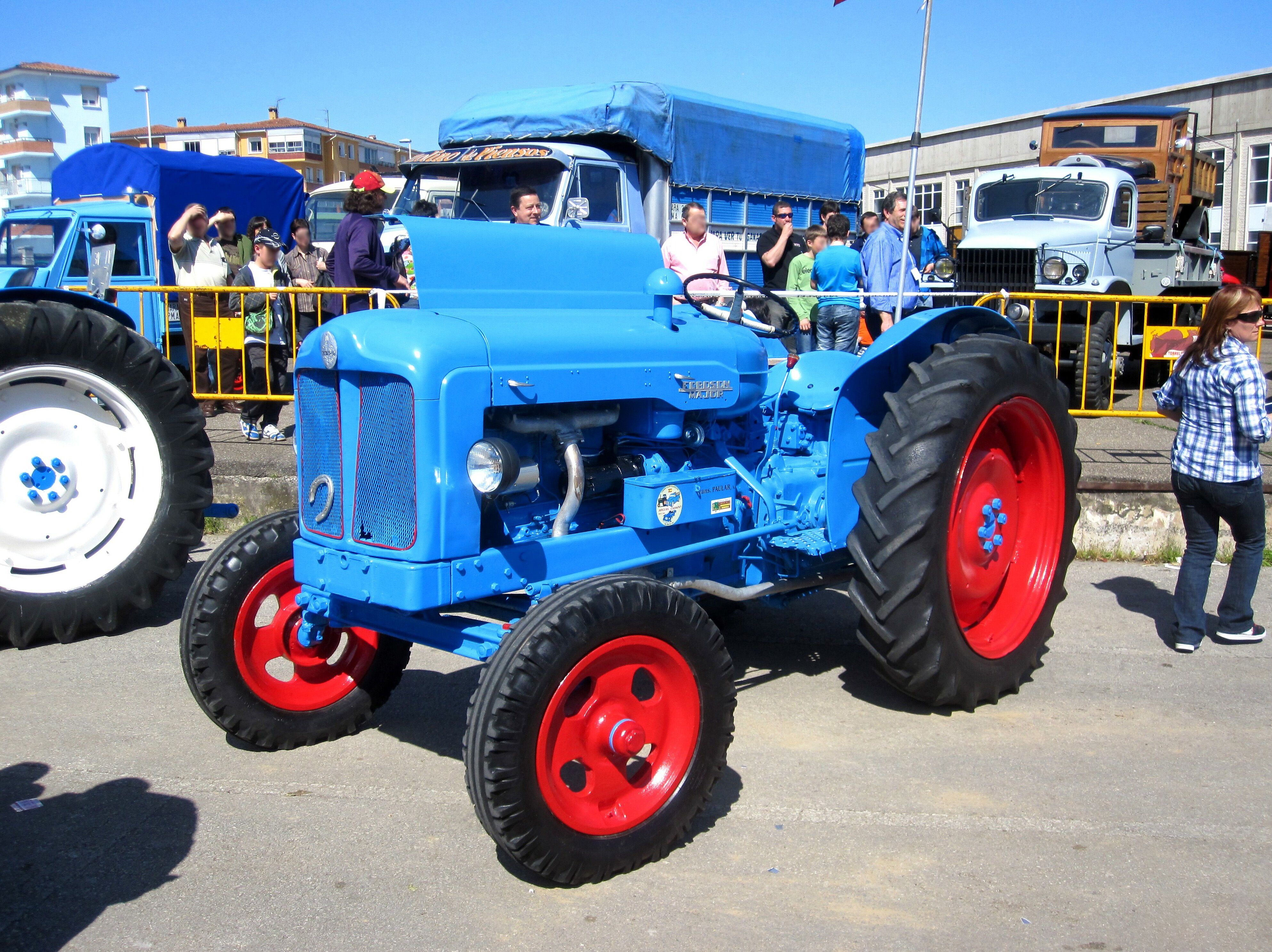
Tractor Fordson Major, sobre el cual se basaban los primeros Ebro.

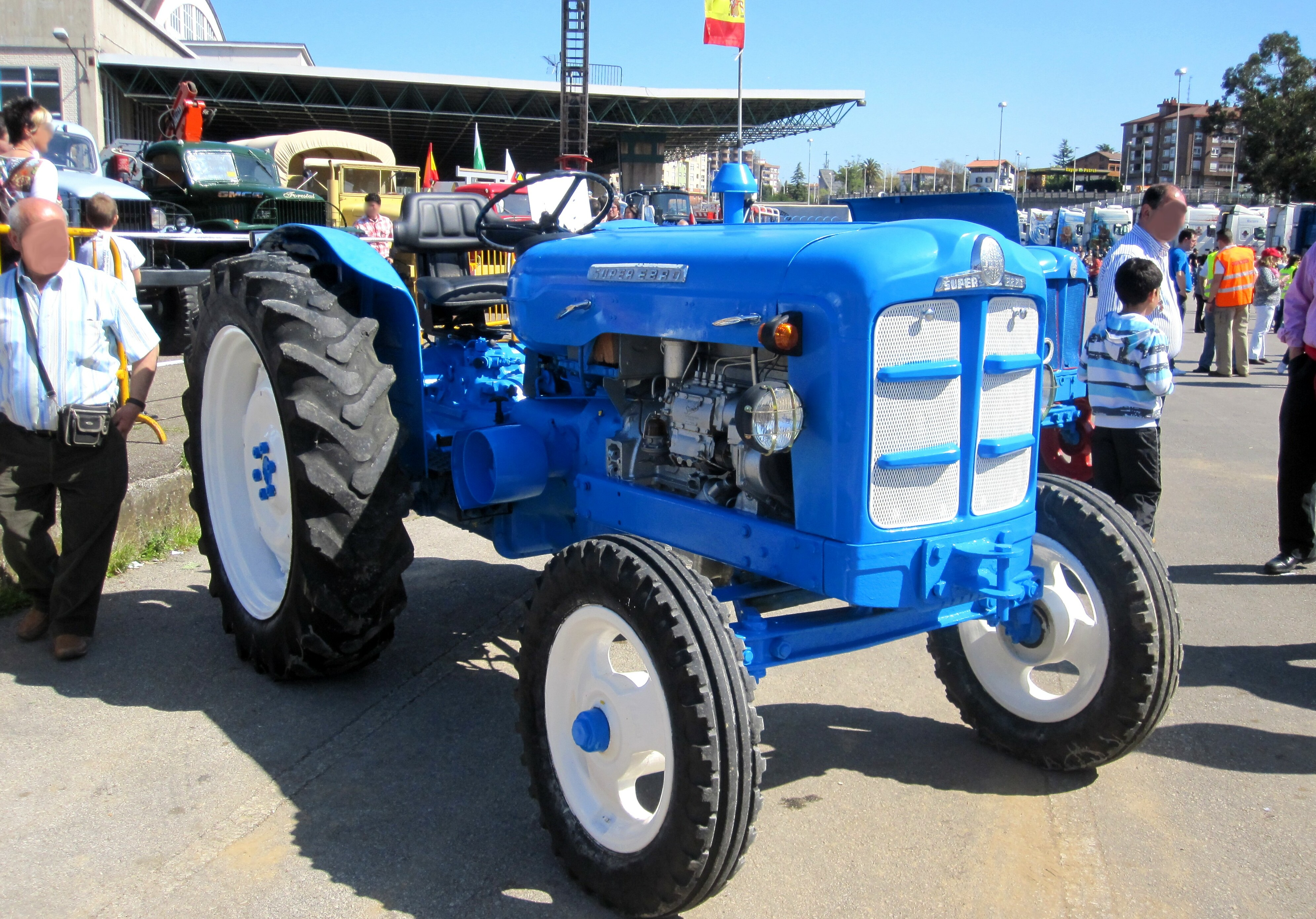
Un tractor Super Ebro.

Cuando Ford vendió sus acciones y se creó Motor Ibérica en 1954, no abandonó del todo su vinculación con su antigua filial, puesto que le siguió dando apoyo técnico. El desarrollo de ingeniería de Ford es patente en los primeros diseños de Motor Ibérica, muy parecidos a los Fordson (New Major, Power Major y Super Major). El primer tractor de Motor Ibérica, el Ebro 38 de 1955, llevaba un motor de 4 cilindros y 3.600 cc con transmisión de 6 + 2 marchas y 38 CV de potencia. Este fue el único modelo de tractor Ebro hasta 1961, año en que apareció el Super Ebro, origen del Super 55 de 1964.

#### Los Massey Ferguson
Fruto de la nueva colaboración técnica con Massey Ferguson, en 1967 sale el Ebro 160. Hacia 1970 los motores se cambian por los Perkins, y en 1973 se compra la empresa de maquinaria agrícola Valpadana. En 1980 aparece la serie 6000, con transmisiones de 12 + 4, dirección hidrostática, doble tracción, sistema hidráulico moderno, cabina integral, pedales suspendidos, transmisión sincronizada, grupo súper-lento y otras innovaciones.

#### Ebro Kubota
Al pasar Nissan a ser el accionista mayoritario de la empresa, decidió vender la división agrícola a Kubota Ltd. En 1986 se fundó Ebro Kubota S.A. con tres socios mayoritarios: Nissan Motor Ibérica (80%), Kubota (15%) y Marubeni (5%), la última solo para la proyección de Ebro Kubota en Europa. La nueva fábrica de los tractores Ebro y Kubota se construyó en unos terrenos de Motor Ibérica situados en Cuatro Vientos (Madrid), con una capacidad de producción de hasta 8.000 unidades anuales.
El nuevo equipo de diseño renovó la serie 6000 y la nueva gama resultante se denominó serie 8000; formaban parte de ella el Ebro 8070 con 72 CV, el 8100 con 96 CV, el 8110 con 115 CV y el 8135 con 130 CV. La gama devolvió el color azul cielo original de los primeros tractores Ebro. Los Ebro 8000 incorporaban motores Nissan fabricados por Nissan Motor Ibérica también en Cuatro Vientos. Hacia 1988 apareció la nueva serie H, con pequeños cambios estéticos hacia la 8000. Fue la última gama de tractores vendidos con la histórica marca Ebro.
Poco a poco el porcentaje de participación de Kubota dentro de la sociedad Ebro Kubota fue creciendo hasta llegar al 60% en 1989. Se inició entonces el diseño de un nuevo tractor, el proyecto "Kubota K1", pero en 1994, en plena fase de pruebas, Kubota decidió cerrar su filial española a causa de las importantes pérdidas que venía sufriendo.

## Galería

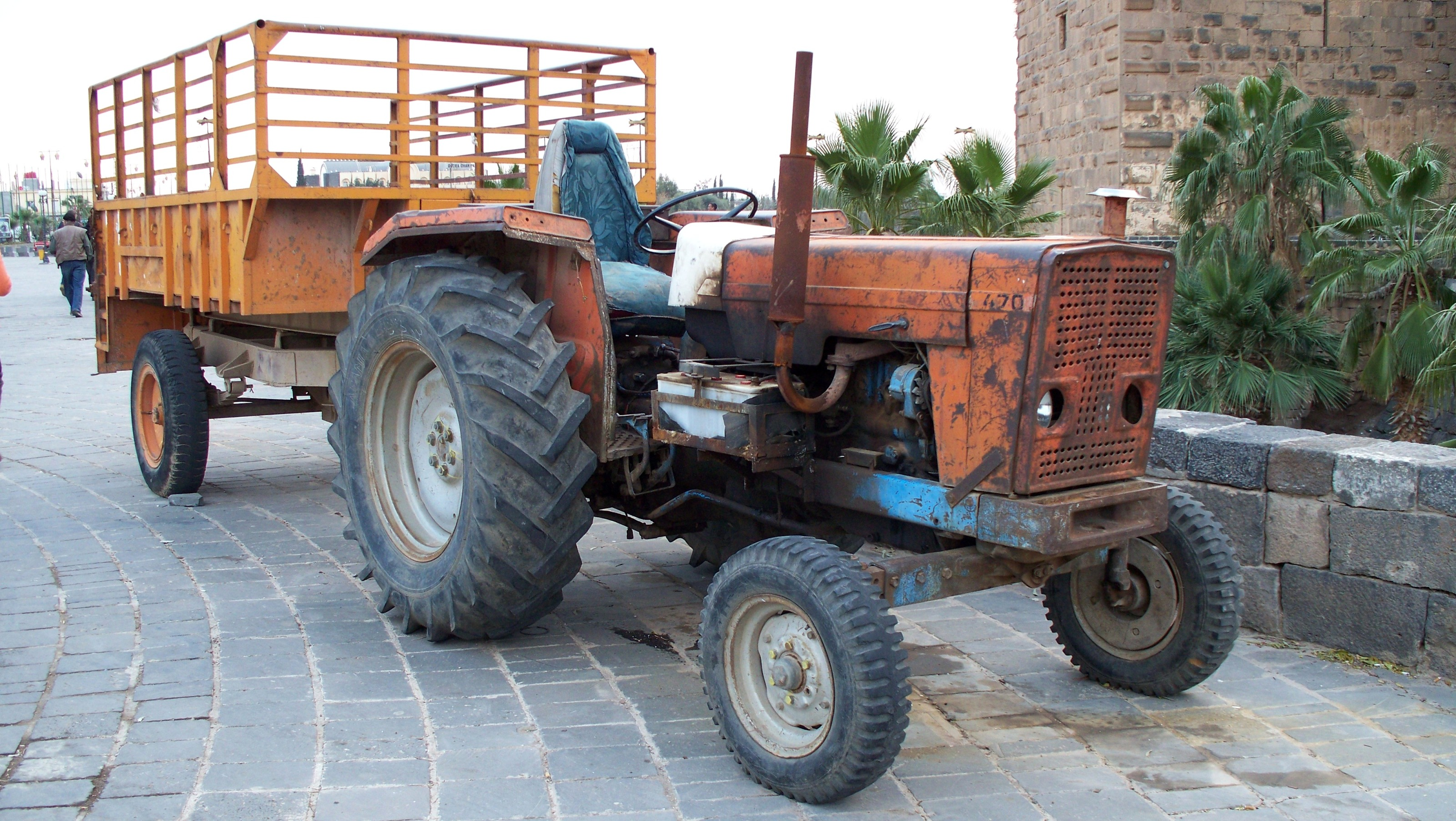
Tractor Ebro 470.
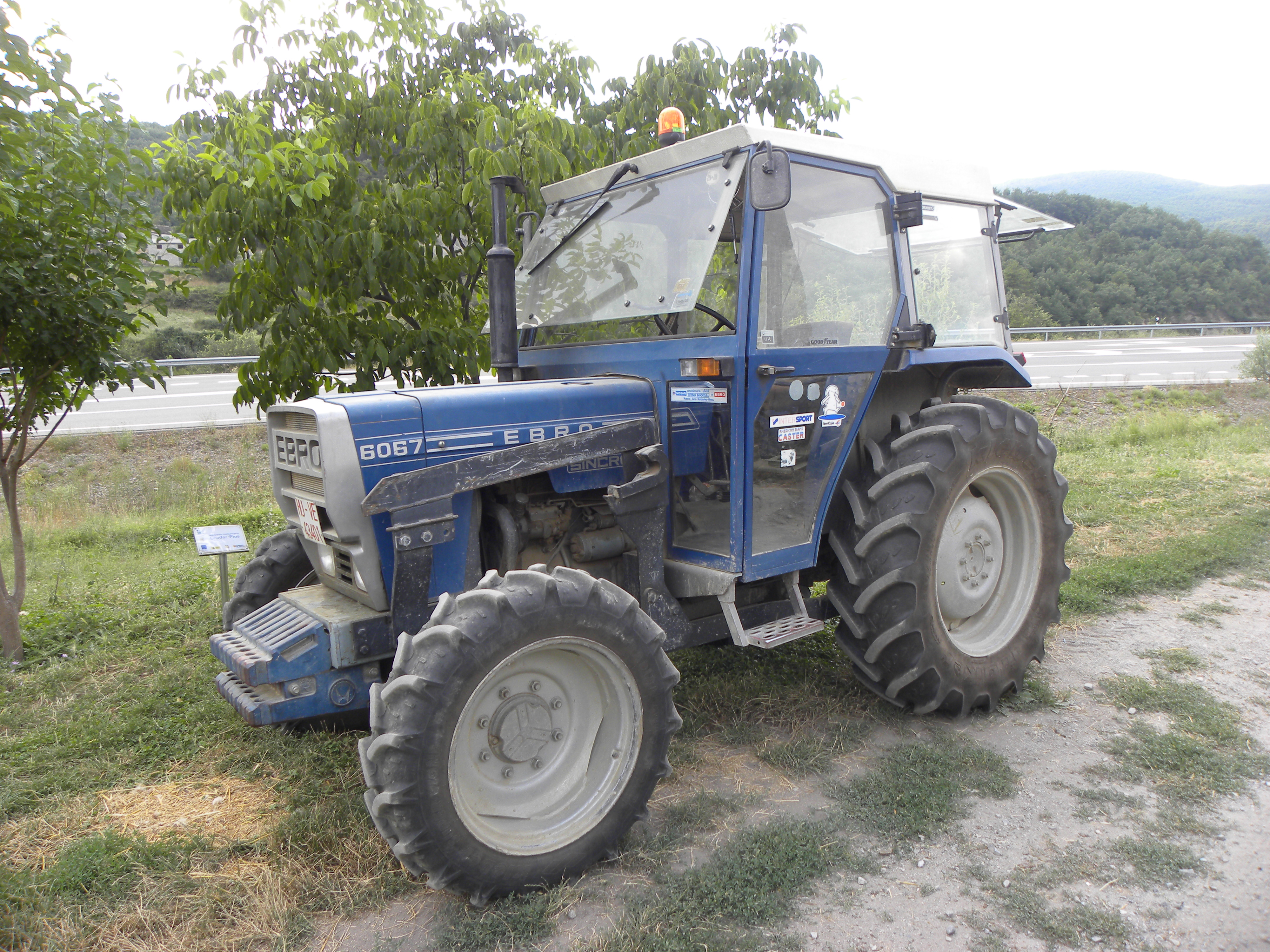
Tractor Ebro 6067.
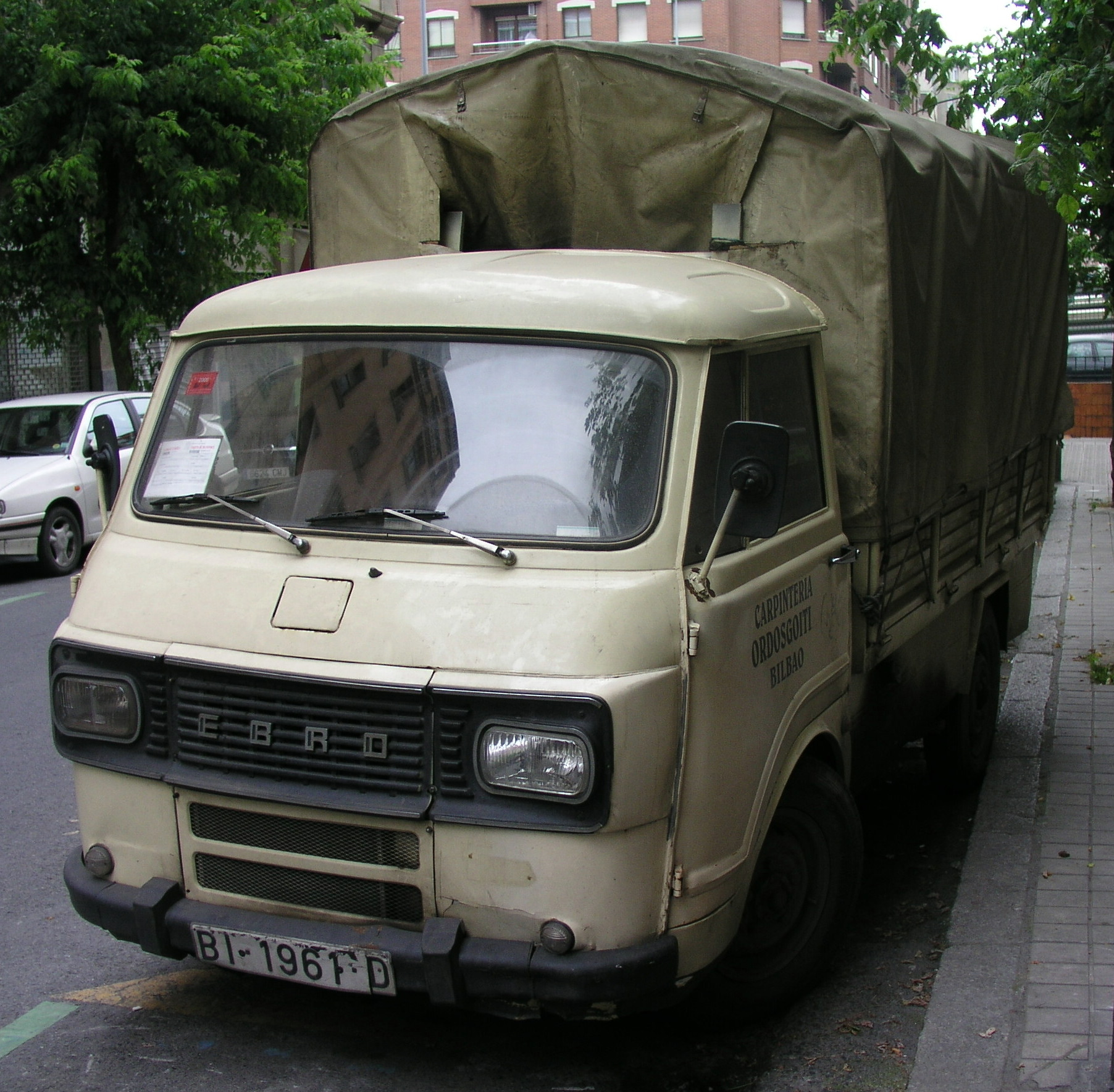
Ebro F-108.
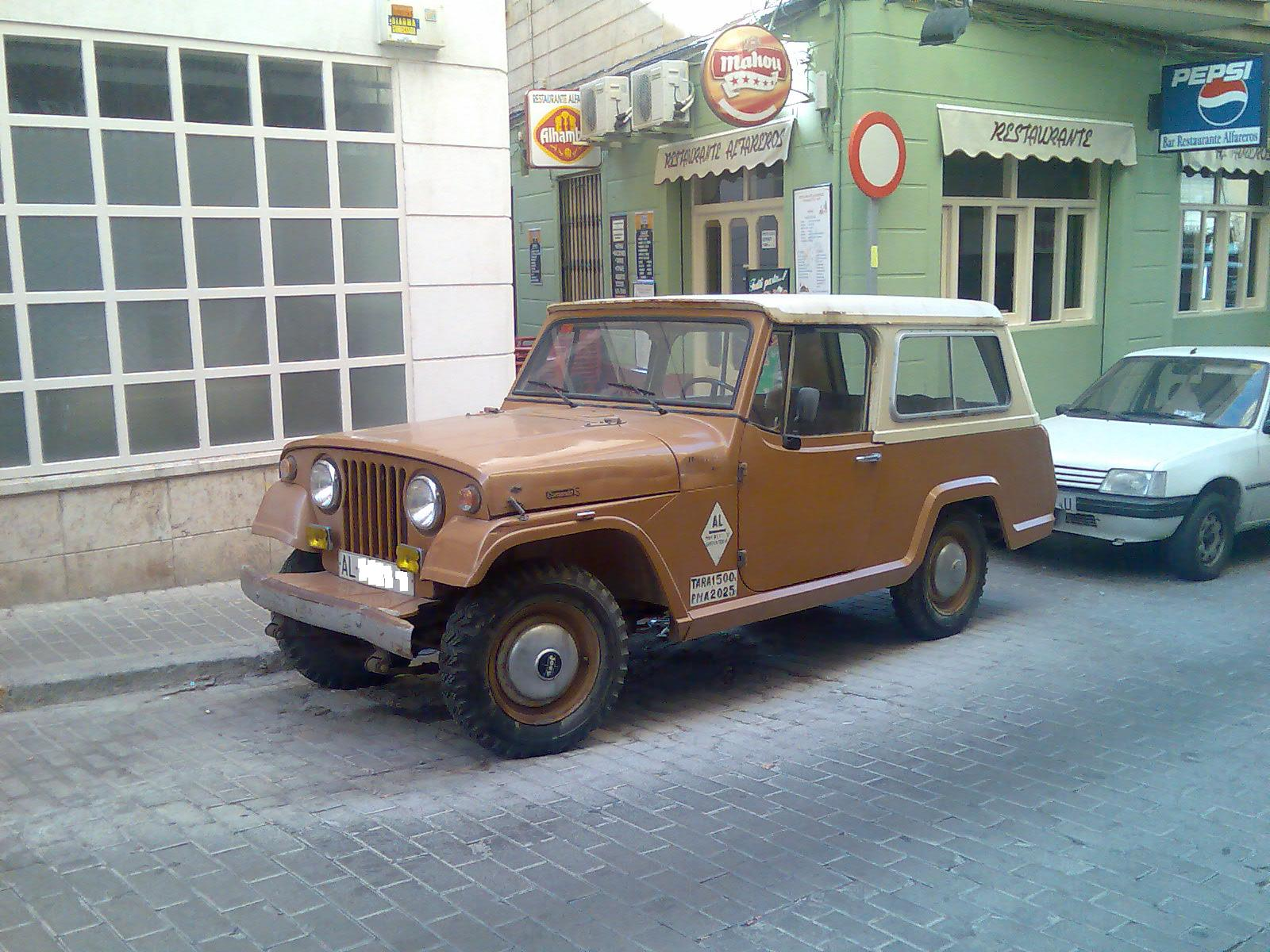
Jeep Ebro Comando.
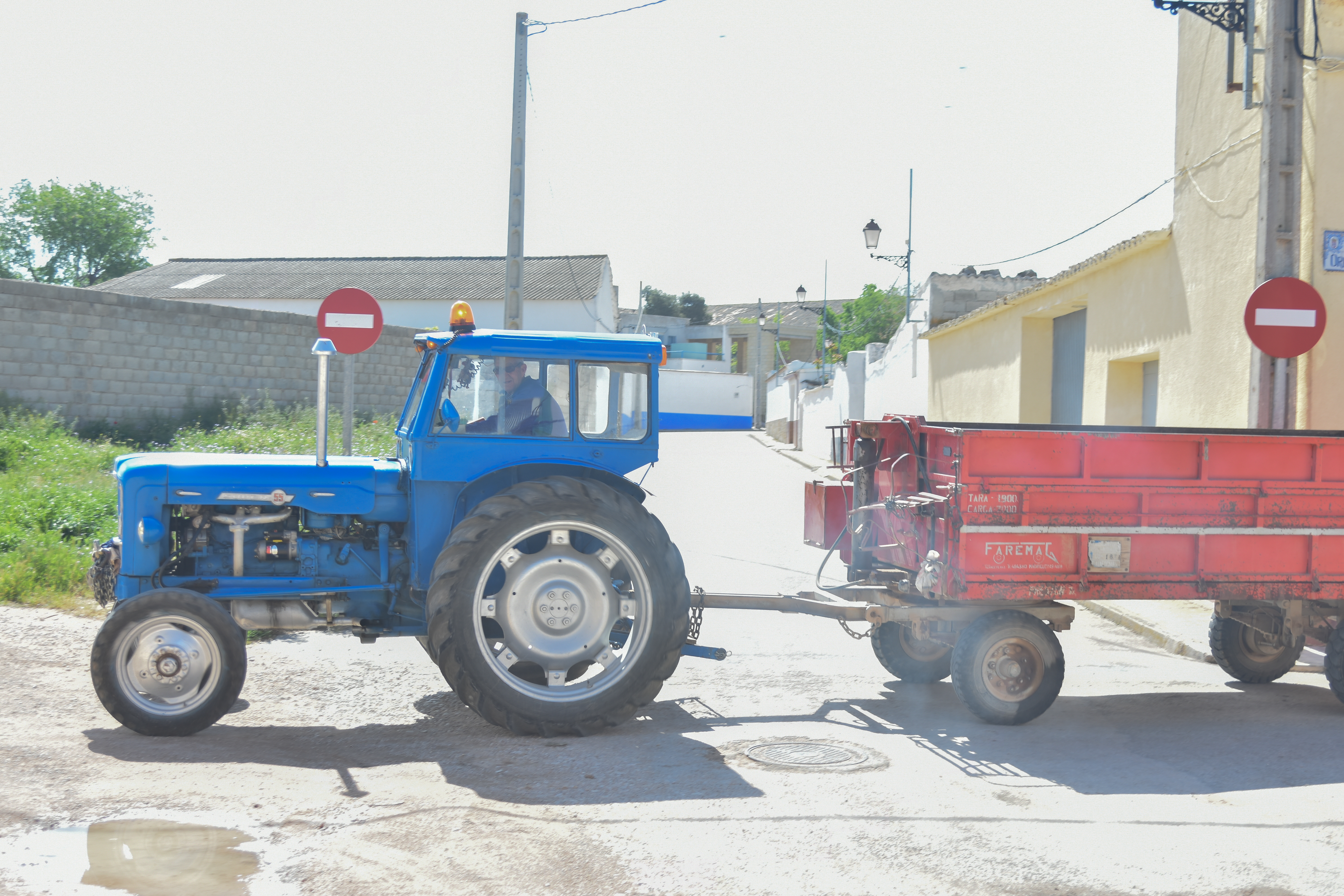
Ebro Super 55, construido hacia 1964, en funcionamiento en 2018.

## Modelos
- Ebro F100
- Ebro Comando
- Ebro F108
- Ebro Siata
- Ebro F260 / F275 / F350 / Trade
- Ebro serie B
- Ebro serie C
- Ebro serie D
- Ebro serie E
- Ebro serie L
- Ebro serie M
- Ebro serie P
- Ebro SV430/Campeador

```
Tractores
```

- Ebro Super 55
- Ebro 155
- Ebro 160
- Ebro 160D
- Ebro 160E
- Ebro 168
- Ebro 470
- Ebro 480
- Ebro 6070
- Ebro 6100
- Ebro 6115
- Ebro 6125 (doble tracción)